# Slanské vrchy
Slanské vrchy este o arie protejată (arie de protecție specială avifaunistică — SPA) din Slovacia întinsă pe o suprafață de 60.247,42 ha, integral pe uscat.

## Localizare
Centrul sitului Slanské vrchy este situat la coordonatele 48°47′58″N 21°29′29″E / 48.79949°N 21.49149°E.

## Înființare
Situl Slanské vrchy a fost declarat arie de protecție specială avifaunistică în iulie 2003 pentru a proteja 1 specie de plante și 47 de specii de animale.

## Biodiversitate
Situată în ecoregiunile alpină și panonică, aria protejată conține 15 habitate naturale: Pajiști uscate seminaturale și facies de acoperire cu tufișuri pe substraturi calcaroase (Festuco-Brometalia) (* situri importante pentru orhidee), Păduri panonice cu Quercus pubescens, Roci stâncoase cu vegetație pionieră de Sedo-Scleranthion sau Sedo albi-Veronicion dillenii, Ape stătătoare oligotrofe până la mezotrofe, cu vegetație de Littorelletea uniflorae și/sau de Isoëto-Nanojuncetea, Păduri de fag Luzulo-Fagetum, Liziere de ierburi înalte hidrofile de câmpie și de nivel montan până la alpin, Păduri panonice cu Quercus petraea și Carpinus betulus, Pajiști stepice subpanonice, Păduri pe pante, grohotișuri și ravene de Tilio-Acerion, Păduri de fag Asperulo-Fagetum, Fânețe de joasă altitudine (Alopecurus pratensis, Sanguisorba officinalis), Grohotișuri silicioase medio-europene, la altitudine înaltă, Pajiști cu Molinia pe soluri calcaroase, turboase sau argilos-nămoloase (Molinion caeruleae), Pante stâncoase silicioase cu vegetație casmofită, Păduri aluvionare cu Alnus glutinosa și Fraxinus excelsior (Alno-Padion, Alnion incanae, Salicion albae).
La baza desemnării sitului se află mai multe specii protejate:
- plante (1): sisinei (Pulsatilla grandis)
- păsări (25): acvilă de munte (Aquila chrysaetos), acvilă de câmp (Aquila heliaca), cocoșul de mesteacăn (Bonasa bonasia), buha (Bubo bubo), caprimulg (Caprimulgus europaeus), barză neagră (Ciconia nigra), acvilă-țipătoare-mică (Clanga pomarina), prepeliță (Coturnix coturnix), cristeiul de câmp (Crex crex), ciocănitoare cu spate alb (Dendrocopos leucotos), ciocănitoare neagră (Dryocopus martius), muscar-gulerat (Ficedula albicollis), muscar (Ficedula parva), capîntortură (Jynx torquilla), sfrâncioc roșiatic (Lanius collurio), Leiopicus medius, ciocârlie de pădure (Lullula arborea), muscar sur (Muscicapa striata), viespar (Pernis apivorus), codroșul de pădure (Phoenicurus phoenicurus), ciocănitoare verzuie (Picus canus), mărăcinar negru (Saxicola torquatus), turturică (Streptopelia turtur), huhurezul mic (Strix uralensis), silvie porumbacă (Sylvia nisoria)
- amfibieni (2): izvoraș-cu-burta-galbenă (Bombina variegata), triton cu creastă (Triturus cristatus)
- mamifere (10): liliac cârn (Barbastella barbastellus), lupul (Canis lupus), râs eurasiatic (Lynx lynx), liliac cu urechi mari (Myotis bechsteinii), liliac cu urechi de șoarece (Myotis blythii), liliac de iaz (Myotis dasycneme), liliac cărămiziu (Myotis emarginatus), liliac comun (Myotis myotis), liliacul mare cu potcoavă (Rhinolophus ferrumequinum), liliacul mic cu potcoavă (Rhinolophus hipposideros)
- nevertebrate (10): Carabus variolosus, croitorul mare al stejarului (Cerambyx cerdo), Euplagia quadripunctaria, Isophya stysi, Leptidea morsei, fluturele purpuriu (Lycaena dispar), Maculinea teleius, Odontopodisma rubripes, Pholidoptera transsylvanica, Rosalia alpina

Pe lângă speciile protejate, pe teritoriul sitului au mai fost identificate 24 de specii de plante, 4 specii de amfibieni, 17 specii de mamifere, 2 specii de nevertebrate, 3 specii de reptile.